# Passer hemileucus
Passer hemileucus là một loài sẻ đặc hữu của đảo nhỏ Abd al Kuri (có nhiều cách viết khác nhau) thuộc quần đảo Socotra nằm trên Ấn Độ Dương, ngoài khơi sừng châu Phi. Loài này ban đầu được xem như một loài mới, nhưng sau này lại được xem là cùng loài với Passer insularis. Một nghiên cứu của Guy Kirwan đã chỉ ra những điểm khác biệt hoàn toàn giữa hai loài này, cũng như chỉ ra nguồn gốc khác nhau của mỗi loài. Dựa trên bằng chứng cho thấy nó khác biệt về hình thái, BirdLife International (và sau đó là Sách đỏ IUCN) đã công nhận đây là một loài riêng rẽ, và loài này đã được liệt kê trong IOC World Bird List kể từ tháng 12 năm 2009. Passer hemileucus phân bố trong một phạm vi rất hạn hẹp, với tổng số cả thể của loài dưới 1,000, vì vậy, mặc dù chưa có mối đe dọa rõ ràng nào đối với loài này, chúng vẫn được coi là một Loài dễ bị tổn thương theo sách đỏ IUCN.

### Tác phẩm trích dẫn
- Balfour, I. B.; Forbes, Henry O. (1903). "The Birds of Abd-el-Kuri". Trong Forbes, Henry O. (biên tập). The Natural History of Sokotra and Abd-el-kuri. London: R. H. Porter.
- Ogilvie-Grant, W. R.; Forbes, Henry O. (tháng 5 năm 1899). "The Expedition to Socotra I. Descriptions of the New Species of Birds". Bulletin of the Liverpool Museums Under the City Council. Quyển II số I.
- Summers-Smith, J. Denis (1988). The Sparrows. illustrated by Robert Gillmor. Calton, Staffs, England: T. & A. D. Poyser. ISBN 0-85661-048-8.